# Conscience historique
La conscience historique est un thème de la philosophie critique et spéculative occidentale du XXe siècle. C'est un thème essentiel à la philosophie de l'histoire abordé par de nombreux philosophes dont Raymond Aron qui la définit comme la capacité à accéder à sa propre dimension historique par la conscience de son passé, indispensable pour comprendre ce que l'on est.

« Parce qu'un homme sans mémoire est un homme sans vie, un peuple sans mémoire est un peuple sans avenir. »

— Maréchal Ferdinand Foch, Mémoires pour servir à l’histoire de la guerre de 1914-1918 publiés en 1931.

## Une conscience du passé
Raymond Aron définit ainsi la conscience historique : 
« La conscience du passé est constitutive de l'existence historique. L'homme n'a vraiment un passé que s'il a conscience d'en avoir un, car seule cette conscience introduit la possibilité du dialogue et du choix. Autrement, les individus et les sociétés portent en eux un passé qu'ils ignorent, qu'ils subissent passivement… Tant qu'ils n'ont pas conscience de ce qu'ils sont et de ce qu'ils furent, ils n'accèdent pas à la dimension propre de l'histoire »
Cette définition marque une rupture dans l'histoire de la philosophie de l'histoire. Elle marque la limite du terme de «conscience» utilisé dans la philosophie allemande. Fichte écrivait au début du XIXe siècle : 
« Le philosophe qui, en sa qualité de philosophe, s'occupe de l'histoire, suit le cours a priori du plan du monde, lequel plan est clair pour lui, sans qu'il ait aucunement besoin du secours de l'histoire ; et s'il fait usage de l'histoire, ce n'est pas pour lui demander la démonstration de quoi que ce soit. […] c'est seulement pour confirmer par des exemples et utiliser dans le monde réel de l'histoire ce qui a déjà été compris sans avoir recours à son aide ».

## Des représentations mentales
Selon Pierre Mannoni, pour combler le fossé creusé entre connaissance et conscience historique, l'utilisation des méthodes issues de la psychologie collective apparaîtrait comme un recours permettant à celle-ci de définir la conscience en tant qu'objet en la rapportant à la représentation sociale : 
« D'une façon générale, les représentations mentales apparaissent comme des "entités" de "nature cognitive" reflétant, dans le système mental d'un individu, une fraction de l'univers extérieur à ce système". Il ne s'agit évidemment pas de reproductions de l'objet mais de la production d'une image que le sujet élabore en utilisant ses facultés cognitives, elles-mêmes dépendantes de substrat neurologique. Tout sujet dispose d'un ensemble de représentations constitutives de son information et de sa mémoire sémantique: ce sont les représentations type. Cependant, comme il est impensable de traiter l'humain comme d'un sujet désinséré de tout milieu et compris comme "esprit pur", il y a lieu d'envisager la production des représentations mentales dans l'échange que chaque sujet entretient avec son milieu, puisque aussi bien ce sont les caractéristiques du milieu qui, à travers les situations vécues, mettent en jeu la production de telle ou telle représentation mentale ». 
Ce texte insiste sur trois aspects : 
1. la production d'une image, donc une structure mentale d'un Imaginaire.
2. une mémoire sémantique non indépendante d'un substrat neurologique, une structure psychique, le Symbolique, et enfin,
3. l'insertion du sujet dans un milieu avec lequel il est en constante interaction, structure sociologique, l'Idéologique.

Les sociétés humaines étant constituées d'êtres dotés d'un psychisme évoluant dans une collectivité, la conscience historique peut désormais se définir comme une représentation sociale qu'une collectivité se donne de son développement dans l'espace et dans le temps. Ainsi seraient rétablis les ponts entre connaissance et conscience historique. Au niveau de l'Imaginaire, de son côté, l'historien Charles Morazé mentionne :
« [...] une obscure certitude des hommes qu'ils ne font qu'un, emportés qu'ils sont dans l'énorme flux du progrès qui les spécifie en les opposant. On sent bien que cette solidarité est liée à l'existence implicite, que chacun éprouve en soi, d'une certaine fonction commune à tous. Nous appelons historicité cette fonction. »
Ici se retrouve l'essentiel de la définition donnée plus haut par Raymond Aron, tout en insistant sur l'aspect d'unité dont devrait se doter une collectivité, malgré les déchirements entre ce qui réunit les hommes et les oppose: logique de nécessité liant les images de l'espace-temps les unes aux autres, contre logique de contingences faisant intervenir les oppositions, les intrusions, l'aléatoire, le hasard, les accidents, bref liberté contre sens de l'unité. De La Cité de Dieu de saint Augustin à Morazé, ce « jeu de dissymétries actives dont les excès sont ceux de l'histoire même » serait ainsi la marque même de l'Historicité.

## Un corps symbolique de l'Histoire
Le concept de mémoire sémantique, liée au substrat neurologique, nécessite une définition de la Psyché dans laquelle, à l'unité des séries d'images fournissant la logique de l'histoire, viendrait se superposer un sens rappelant ce que Marthe Robert, après Freud, nomme le Familienroman, le roman familial de l'unité déchirée. Ce roman évoquerait des fantasmes mus par les pulsions humaines : la libido, renvoyant à l'unité du groupe dans l'espace-temps ; mais aussi à la destrudo, qu'activeraient les pulsions de mort : tant les régressions conservatrices que les dissolutions révolutionnaires. C'est ainsi qu'émergerait l'existence fantasmatique d'un corps de l'histoire dont la première perception consisterait en l'étendue de ce corps, généralement liée aux frontières territoriales et à l'unité ethnique du groupe humain. Bien que cette étendue se déplacerait dans l'espace au cours des siècles et que son bagage ethnogénésique se modifierait par des pertes et des acquis suivant les mouvements migratoires, le fantasme serait suffisant afin d'opérer un transfert collectif de l'affection primordiale de la figure maternelle : Mère-Cité, Mère-Église, Mère-Nation, Alma Mater, etc. Cette étendue dans l'espace-temps exigerait une tête: 
« Claparède a montré que nous localisons généralement notre moi à la base de l'os frontal, entre les yeux, […] Nous pouvons sans risque d'erreur associer, du moins partiellement, à cette localisation du moi les muscles oculaires et la position des yeux. Quand les yeux sont en position normale, le moi est dirigé vers l'avant; les sensations réelles, kinesthésiques et tactiles, forment un tout avec les impressions vestibulaires et optiques: toute irritation anormale dans le champ vestibulaire entraîne d'importantes dissociations. »
Ce Caput mundi serait l'État, sur lequel le groupe projetterait la figure du Père, autorité qui ordonne la mise en discipline des populations et l'exploitation de ce que Sully appelait « les deux mamelles de la France ». En théorie, il ne resterait plus au groupe humain qu'à s'identifier à la figure de l'Enfant, qui fournit toute l'expérience active à l'exploitation du corps de la Mère (Bonne Mère si ses mamelles sont abondantes, Mauvaise Mère si elles sont stériles) et à la conformité aux exigences de la figure du Père (Bon Père si l'État pourvoit aux besoins et à la sécurité du groupe, Mauvais Père s'il sème la zizanie et avoue son impuissance devant des agresseurs). Entre le principe de plaisir qui rend l'Histoire heureuse et le principe de réalité qui confine à la frustration et à l'ennui collectif, se dégagerait ainsi la Signification de l'histoire.

## Valeurs et idéologie
Enfin, l'insertion du groupe dans le milieu en appelle au Socius. Ici, ce sont les valeurs morales manifestes qui se dégagent de la représentation sociale de l'unité d'espace-temps et surtout celles que le discours historien entend promouvoir. La connaissance historique fait apparaître l'ensemble des systèmes idéologiques que se partagent une société; elle renvoi également aux utopies du vivre-ensemble et, des systèmes aux utopies, elle suggère des praxis. 
Comme « c'est la définition même de l'homme social d'être idéologue, parce que c'est la loi de toute société d'être une organisation, et une organisation discutable, qui ne vit qu'en se justifiant. De ce fait, les idées ne sauraient consister dans de simples reflets des conditions sociales. Condamner l'idée à ce rôle pour ainsi dire nul, c'est à la fois la rendre inexplicable, et lui ôter tout intérêt. Elle est le moyen efficace par lequel le groupe oriente dans le sens de ses besoins de la pensée, c'est-à-dire finalement la conduite de ses membres. »
L'essayiste français François Grégoire, pour sa part, en expose la dynamique : 
« la notion de "moralité" (ou, comme disent les philosophes, le "fait moral") s'impose et s'est vraisemblablement toujours imposé à tout individu normal, de tout temps et dans tout groupe social: l'opposition d'un Bien et d'un Mal nous imprègne de l'extérieur dès l'enfance, sous la pression des "mœurs" - mores en latin -, ce qui se fait et ce qui ne doit pas se faire; elle s'éveille en nous aussi, semble-t-il, de l'intérieur, sous forme de sentiments, devoir, responsabilité, remords…» Grégoire en est amené à conclure à une «fondamentale et permanente "ambiguïté", au cours des siècles, de la pensée morale. Toute doctrine éthique, à toute époque, a une double apparence: sacrifice et régularité […] "obstacle et valeur" (comme dit Le Senne) - c'est-à-dire une opposition entre une contrainte extérieure qui "oblige" plus ou moins l'individu et une aspiration intérieure émanant de l'individu vers un idéal" ». 
Il va sans dire que les groupes humains reprennent ce conflit en le portant à des niveaux économiques, politiques, culturels et intellectuels élevés. De l'opposition entre les contraintes et les aspirations naît la Moralisation de l'histoire.

#### Autres auteurs
- Heidegger et la question de l'histoire
- Hans-Georg Gadamer
- Maurice Halbwachs
- Paul Ricœur